# Aeroporto di Cap Skirring
L'Aeroporto di Cap Skirring (IATA: CSK, ICAO: GOGS) è un aeroporto senegalese situato vicino al villaggio di Kabrousse, nel Dipartimento di Oussouye, regione di Ziguinchor, a circa 5 km a nord-ovest dell'abitato di Cap Skirring, centro turistico marittimo della zona.
La struttura, che si trova all'altitudine 16 m s.l.m., è dotata di un solo piccolo terminal ed una pista in asfalto lunga 1 433 m con orientamento 15/33.
L'aeroporto è aperto al traffico commerciale e turistico.